# Dietrich Franzois
Dietrich Franzois (* im 14. Jahrhundert; † 30. April 1442) war Domdechant und Domherr in Münster.

## Leben
Dietrich Franzois entstammte dem märkischen Rittergeschlecht Franzois. Seine genaue Abstammung ist nicht überliefert. Er findet erstmals am 27. Oktober 1401 als Domherr zu Münster urkundliche Erwähnung. Als Domdechant ist er seit dem 9. Juni 1412 belegt und findet in den Dokumenten des Domkapitels viel Raum. Er war Mitglied des Domkalands, einer Einrichtung zur Unterstützung Bedürftiger.
Er war Archidiakon zu Bocholt und Lünen und hinterließ ein beachtliches Vermögen, das u. a. in die Almosenstiftung der Domherren (Domelemosin) floss. Das waren fünfzig Mark, elf Schillinge und sechs Pfennig.